# Tercé

Tercé este o comună în departamentul Vienne, Franța. În 2009 avea o populație de 1,064 de locuitori.